# 오호츠크 종합진흥국

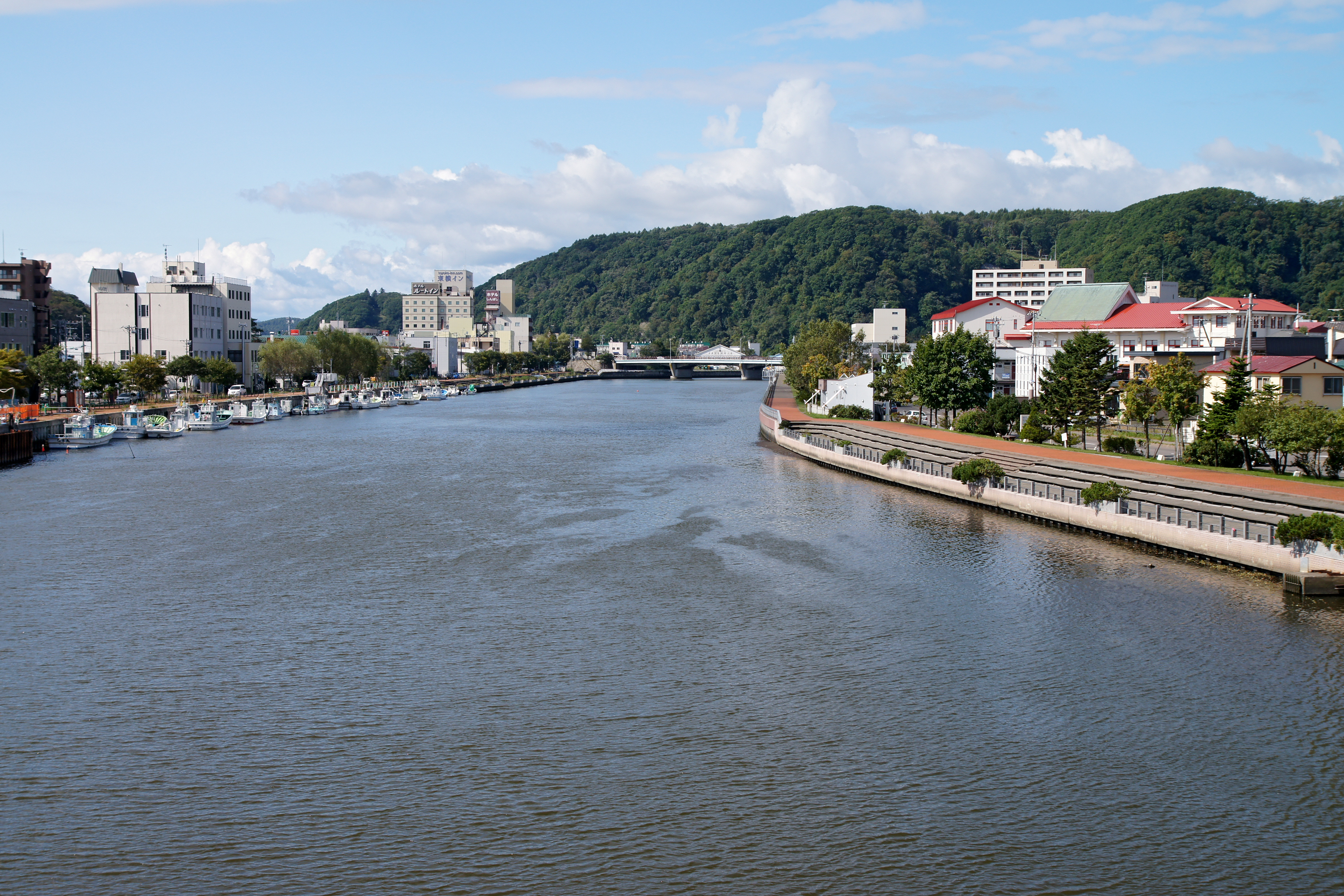

오호츠크 종합진흥국(일본어: オホーツク総合振興局 オホーツクそうごうしんこうきょく[*])은 2010년 4월 1일에 홋카이도의 아바시리 지청 대신 설치된 종합 진흥국이다. 진흥국 소재지는 아바시리시이다.

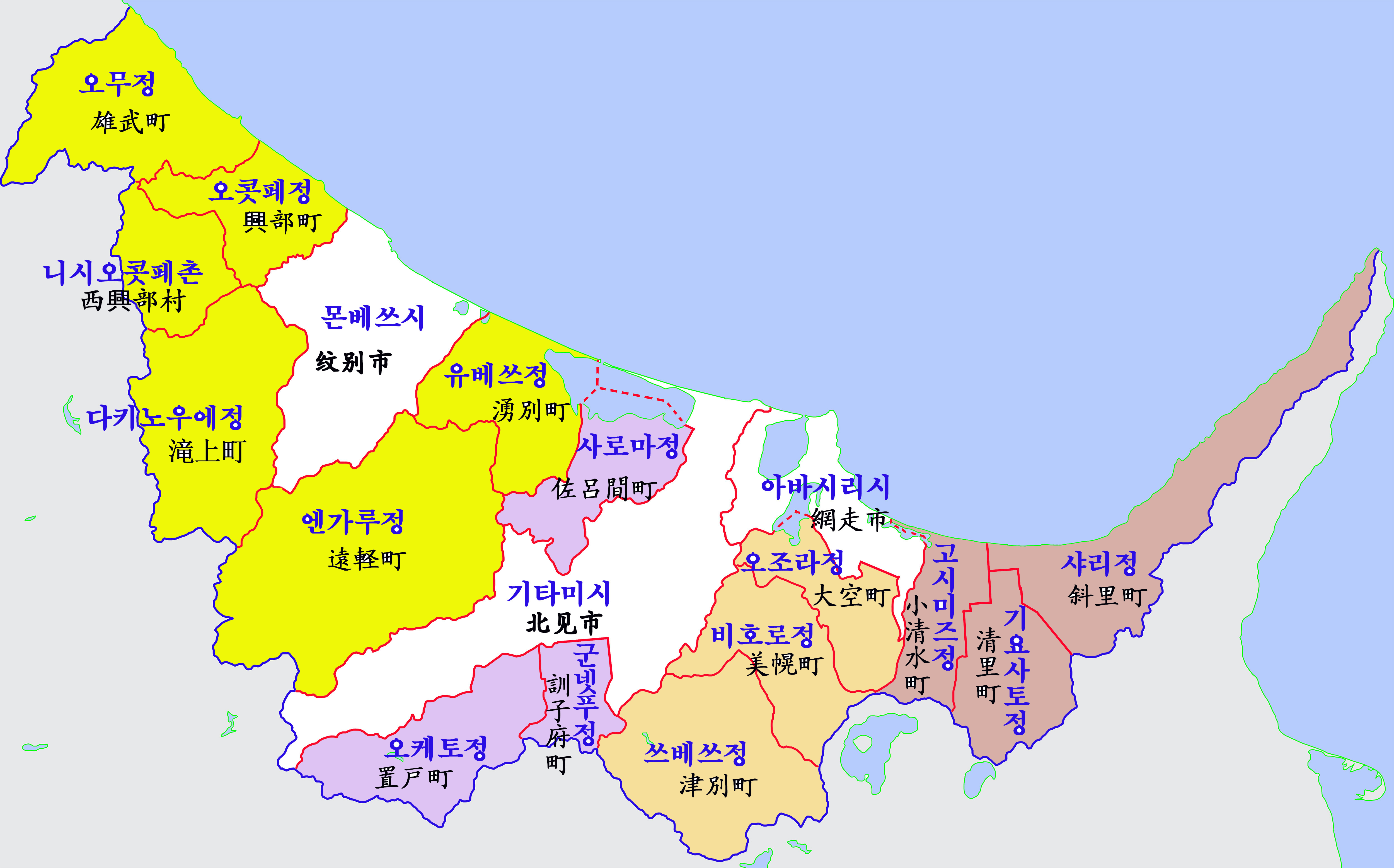

## 행정구역
- 기타미시(北見市)
- 아바시리시(網走市)
- 몬베쓰시(紋別市)
- 아바시리군
  - 오조라정(大空町) - 비호로정(美幌町) - 쓰베쓰정(津別町)
- 샤리군
  - 샤리정(斜里町) - 기요사토정(清里町) - 고시미즈정(小清水町)
- 도코로군
  - 군넷푸정(訓子府町) - 오케토정(置戸町) - 사로마정(佐呂間町)
- 몬베쓰군
  - 엔가루정(遠軽町) - 유베쓰정(湧別町) - 다키노우에정(滝上町) - 오콧페정(興部町) - 오무정(雄武町) - 니시오콧페촌(西興部村)